# Kalonymiden
Als Kalonymiden bezeichnet man eine jüdische Familie, die ursprünglich aus Lucca in Italien stammt und später in der Provence und in Deutschland ansässig wurde. Die Herkunft des Namens ist ungeklärt. Kalonymos (griechisch Καλώνυμος) bedeutet „guter Name“; es könnte sich dabei um eine Übersetzung des hebräischen „Schem-Tov“ handeln. Leopold Zunz weist auf eine Entsprechung mit dem lateinischen Cleonymus hin.
Ein genauer Zeitpunkt, wann Teile des Familienverbandes nach Deutschland zogen, kann nicht eindeutig festgestellt werden. Nach einem Bericht des Thietmar von Merseburg rettete ein Jude mit Namen Kalonymus das Leben Kaiser Ottos II. in der Schlacht am Kap Colonna mit den Sarazenen im Jahre 982. Vom 11. bis zum 13. Jahrhundert war sie eine der führenden jüdischen Familien im deutschen Rheingebiet (Worms, Speyer und Mainz). Wichtige religiöse und kulturelle Führungspersönlichkeiten dieser Zeit waren Kalonymiden. Sie waren vor allem die bekanntesten Vertreter des deutschen Chassidismus. Die Vertreter der Familie brachten italienische Traditionen mit in ihre neue Heimat. Wahrscheinlich waren sie es, die den Pijjut in den jüdischen Gottesdienst in Deutschland einführten. Der erste uns bekannte Pajtan aus dem Familienverband der Kalonymiden war Mosche ben Kalonymus, dessen Arbeiten zum siebten Tag des Pessach in mehrere jüdische Gebetbücher Eingang fanden.
Zu ihren bekannten Vertretern gehören:
- David (ben Kalonimos) von Münzenberg
- Eleazar ben Jehuda meWorms
- Jehuda ben Samuel he-Chasid
- Kalonymos ben Meschullam[2] war bis 1096 Vorsteher der jüdischen Gemeinde in Mainz. Als durchsickerte, dass die Kreuzfahrer in Frankreich Pogrome an den Juden begangen hatten, schickte er einen Boten zu Kaiser Heinrich IV. nach Italien, der daraufhin allen weltlichen und geistlichen Fürsten befahl, die Juden zu schützen. Obwohl die meisten versuchten, dies auch zu tun, kam es zu den Judenverfolgungen zur Zeit des Ersten Kreuzzugs, die in der jüdischen Kultur als Gezerot Tatnu bekannt sind.
- Kalonymus ben Kalonymus, ein Vertreter der Familie aus der Provence
- Meschullam ben Kalonymos (Meschullam der Große)
- Samuel ben Kalonymus he-Chassid
- Jehuda ben Kalonymus ben Meir meSpeyer
- Jehuda ben Kalonymus ben Moshe meMainz
- Kalonymus ben Gerschom, Richter in Worms am Ende des 12. Jahrhunderts[3]
- Kalonymus ben Isaak
- Kalonymus ben Jehuda
- Kalonymus ben Me’ir, Banker von Kaiser Friedrich I. (Barbarossa)[4]
- Kalonymus ben Mosche meLucca

## Namenspatrone für eine wissenschaftliche Zeitschrift
Die vom Salomon Ludwig Steinheim-Institut herausgegebene Zeitschrift Kalonymos wurde nach den Kalonymiden benannt.